# Aarão Burlamaqui Benchimol
Aarão Burlamaqui Benchimol (Belém, 15 de outubro de 1913 – 28 de março de 2002) foi um médico (cardiologista) e professor brasileiro. Considerado o primeiro catedrático de cardiologia do Brasil.

## Biografia

### Infância
Filho de Samuel Benchimol e Clarisse Burlamaqui Benchimol, Aarão nasceu em de 1913 na cidade brasileira de Belém, capital do Pará.

### Atuação
Aarão Burlamaqui mudou-se para a cidade brasileira do Rio de Janeiro, onde tornou-se cardiologista após obter livre-docência na Universidade Federal do Rio de Janeiro (UFRJ), no ano de 1945 com a tese intitulada 'Eletrocardiografia'.
Um importante evento para a construção da cardiologia brasileira foram os congressos médicos especializados. Um marco importante foi a participação dos médicos brasileiros no 2º Congresso Internacional de Cardiologia, realizado em outubro de 1946, na capital do México, onde a delegação brasileira era constituída por: Aarão Benchimol, Luiz Capriglione, W. Berardinelli, Edgard Magalhães Gomes, Emmanuel Dias (Diretor do Centro de Estudos e Profilaxia da Moléstia de Chagas do Instituto Oswaldo Cruz) e Francisco Laranja. Neste evento, o tema da delegação brasileira foi "cardiopatia na doença de Chagas". O fato de a doença de Chagas ter sido escolhido como tema expressa a relevância deste na cardiologia brasileira.
Podemos destacar mais três importantes marcos iniciais no processo nesse processo de formação no período que antecede à criação da Sociedade Brasileira de Cardiologia: o Curso Intensivo do Hospital Municipal de São Paulo em 1941; o Curso de Eletrocardiografia por Frank Wilson em São Paulo em 1942, e; o Curso de Cardiologia da Santa Casa do Rio de Janeiro por Magalhães Gomes em 1943. A partir da criação da Sociedade Brasileira de Cardiologia, multiplicaram-se os cursos que abordavam os diversos aspectos da nova especialidade médica.
Estes cursos eram importantes face às resistências que havia em relação ao ensino da cardiologia como um ramo própria no currículo regular das escolas médicas, onde os primeiros médicos estudiosos da área de cardiologia eram clínicos. Como a cardiologia então era uma área crescente em importância, os professores de clínica médica não gostaram de ver as suas disciplinas perderem alunos. Assim o ensino da cardiologia diante à clínica médica sofrera restrições de alguns professores.
No ano de 1947, Aarão Burlamaqui participou da fundação e assumiu a direção da cardiologia do Hospital dos Servidores do Estado do Rio de Janeiro, onde permaneceu até o ano de 1968. Também foi diretor da enfermaria de cardiologia do Hospital Universitário Pedro Ernesto. Este apresentou 45 casos de cardiopatia chagásica crônica estudados na cidade do Rio de Janeiro, dos quais cinco nunca estiveram em zona rural, demonstrando a possibilidade do individuo infectar-se mesmo nas zonas urbanas.
Somente no final da década de 1950 se concretizaria a primeira cátedra de cardiologia do país, assumida via concurso por Aarão Burlamaqui Benchimol na Faculdade de Ciências Médicas da Universidade do Estado da Guanabara. Desde 1953, este lecionou na Faculdade de Ciências Médicas da Universidade do Estado do Rio de Janeiro (UERJ). Pela mesma instituição, tornou-se professor catedrático em 1959, tornando-se o primeiro professor a obter o título no Brasil. Atuou como professor da pós-graduação do departamento de cardiologia da UERJ de 1974, até sua aposentadoria em 1983.
Durante o bienio 1960/61, foi presidente da Sociedade Brasileira de Cardiologia.
Durante a Ditadura militar brasileira, seu nome foi citado após uma ação do grupo socialista VAR-Palmares. A ação mais conhecida da organização foi o "roubo do cofre do Adhemar", contendo pouco mais de 2,5 milhões de dólares em espécie, realizada em 18 de julho de 1969, de dentro da residência do cardiologista Aarão Burlamaqui Benchimol, irmão de Anna Gimel Benchimol Capriglione, conhecida nos meios políticos pelo codinome "Dr. Rui" (secretária e amante do ex-governador de São Paulo Adhemar de Barros). A casa era localizada no bairro fluminense de Santa Teresa (Rio de Janiero).
Aarão Burlamaqui junto com professor Paulo Schlesinger publicaram diversos trabalhos científicos, vários capítulos de livros, e a Enciclopédia Médica Brasileira, o Tomo de Cardiologia em 1978 e 1980. Foi eleito membro da Academia Nacional de Medicina (ANM) em 1961, ocupando a Cadeira 9, que tem Miguel Couto como patrono, sucedendo Miguel Couto FIlho.

### Falecimento
Aarão faleceu em 2002, aos oitenta e oito anos de idade.